# 夏科特指揮官冰川
夏科特指揮官冰川（英語：Commandant Charcot Glacier），是南極洲的冰川，位於阿黛利地，長22公里、寬6公里，最終注入維克多灣，根據美國海軍拍攝的空中照片繪入地圖，現時由南極條約體系管理。